# Дуб Сковороди (на валу Більського городища)
Дуб Сковороди́ — дуб, названий на честь відомого українського філософа Г. Сковороди, що зростає на валу Більського городища. Статус пам'ятки природи місцевого значення надано згідно з рішенням Полтавського облвиконкому від 13.12.1975 № 531. Згідно з рішенням облвиконкому від 22.11.1984 № 453 ввійшов до складу парку-пам'ятки садово-паркового мистецтва загальнодержавного значення «Ковпаківський лісопарк».
Розташований між смт Котельва і селом Більськ Полтавської області, в районі Більського городища, в музеї просто неба.

## Опис
Вік близько 300 років. Обхват стовбура дерева на висоті 1,3 м від рівня землі — 342 см (станом на 27.01.2022). Висота 25 м.

## Історія
За переказами на Більській горі біля валів велетенського городища побував Григорій Сковорода (1722—1794). Тоді й посадив мандрівний учитель три малесеньких дубочки на високому валу Більського городища: Дуб Минулого, Дуб Сучасного, Дуб Майбутнього. До наших днів залишився рости лише один дуб…
Усі три сковородівських дуби добре пам'ятав учитель-пенсіонер Данило Максимович Пархоменко. Вперше він почув про ці відомі дуби від старого вчителя Й. М. Федченка, який працював у Котельні близько 40 років. Це був прогресивний на той час інтелігент, якого за розпорядженням харківського губернатора в 1907 році звільнили «за неподходящий образ мыслей». Також про дуби розповідала жителька Котельви Варвара Іванівна Бойко (1888 р. н.).

## Галерея

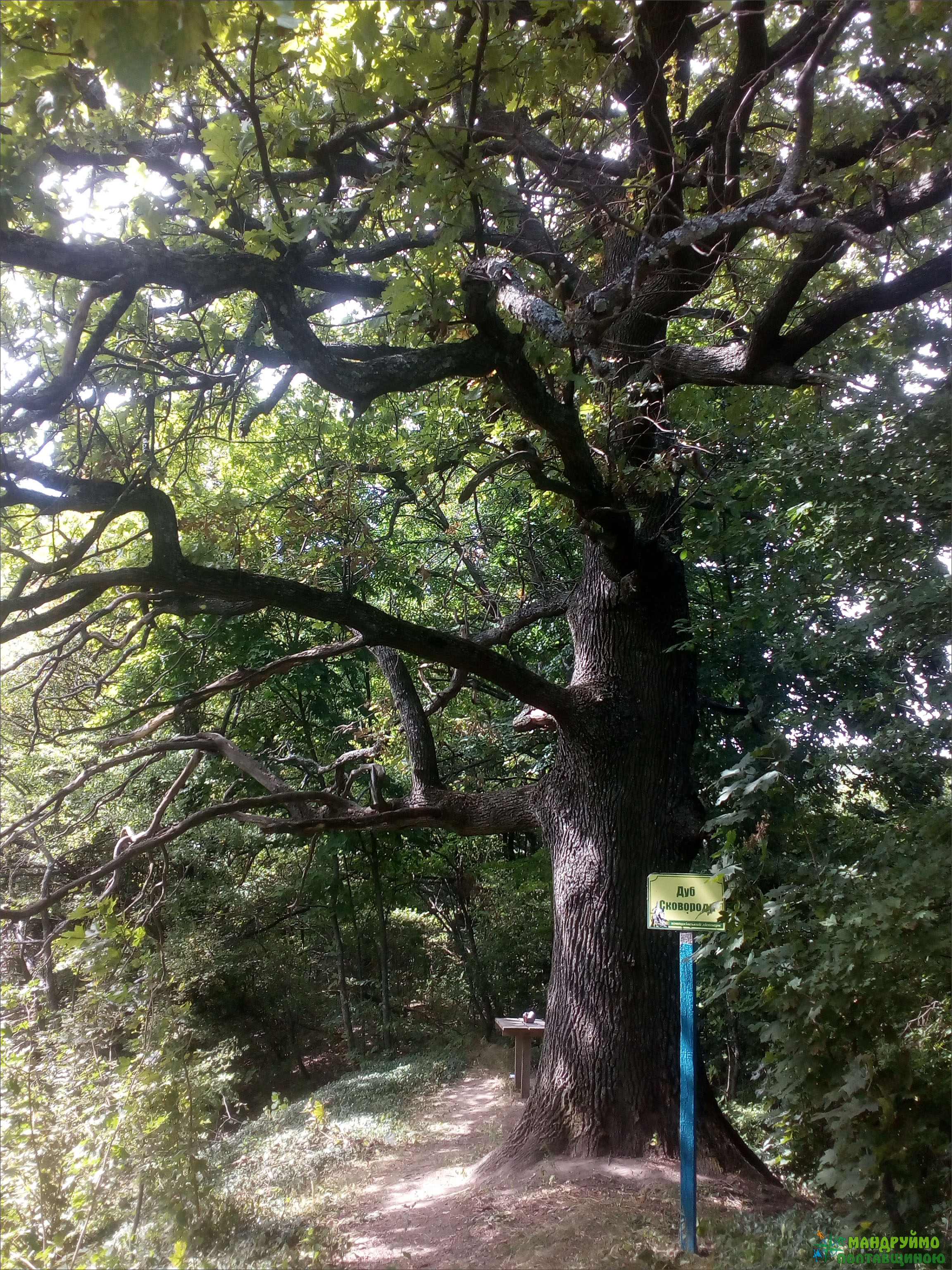
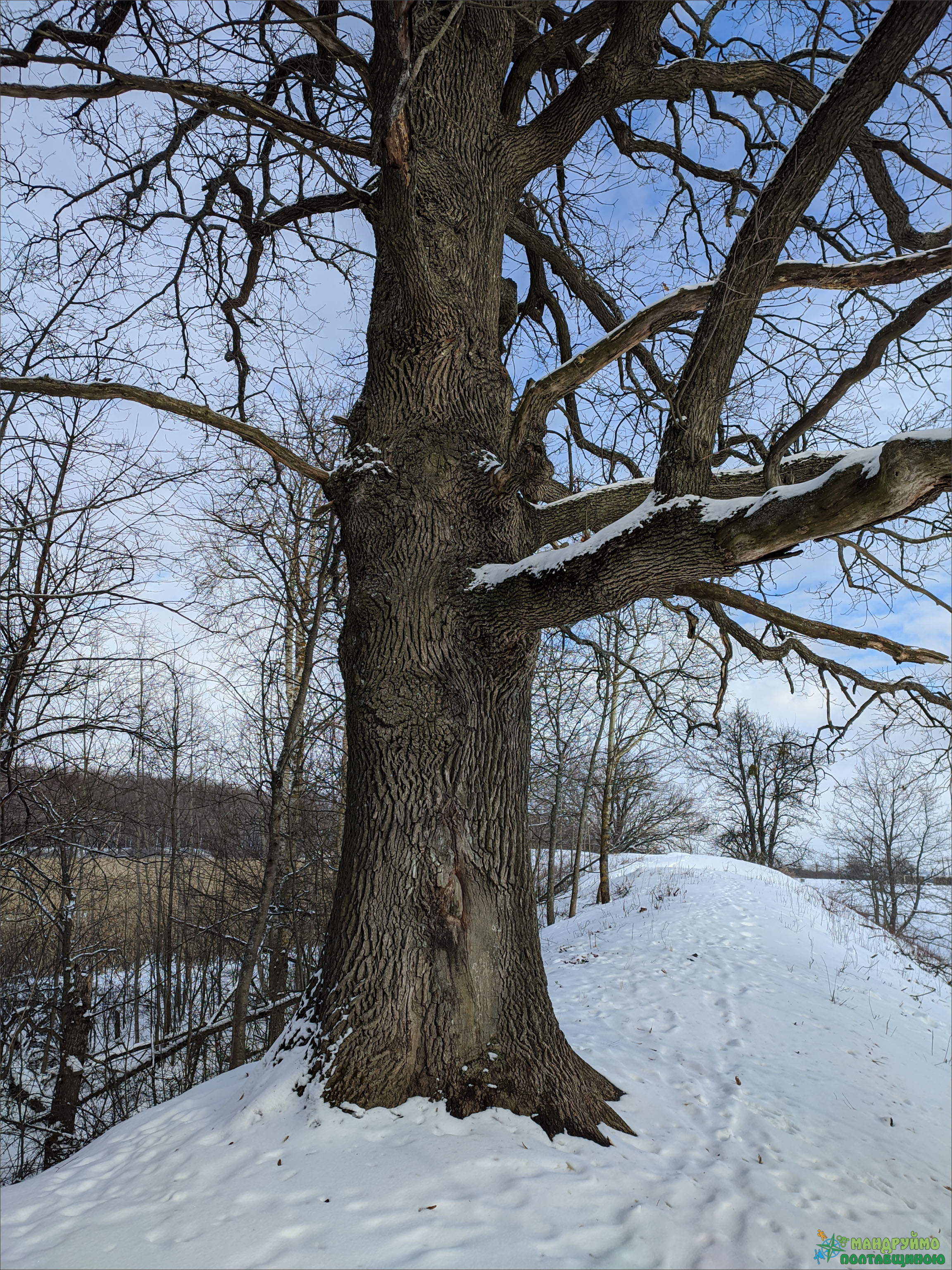
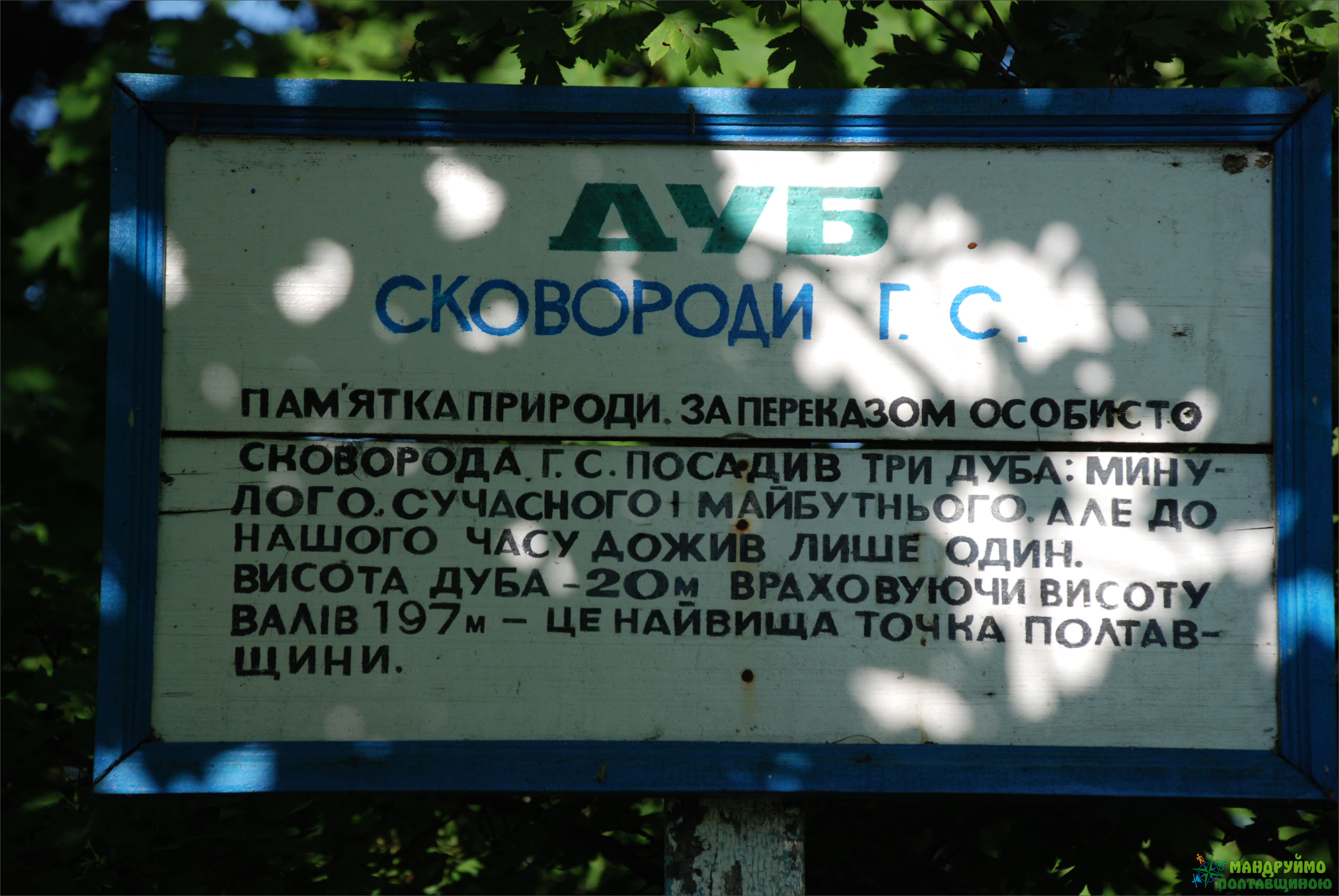
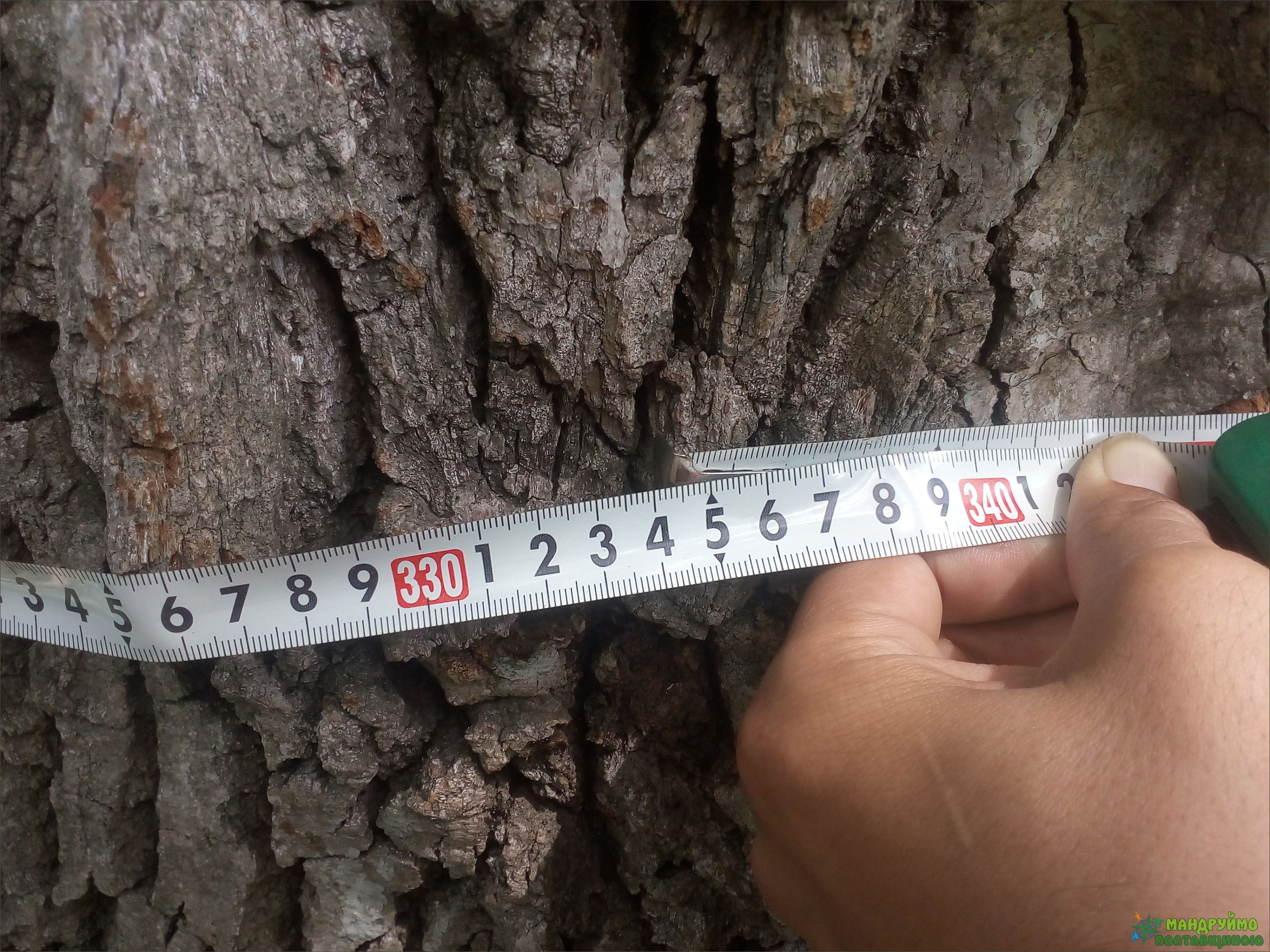

## Ресурси Інтернету
- Фотогалерея самых старых и выдающихся деревьев Украины  [Архівовано 8 квітня 2014 у Wayback Machine.]

## Виноски
1. ↑   Шнайдер С. Л., Борейко В. Е., Стеценко Н. Ф. 500 выдающихся деревьев Украины. — К.: КЭКЦ, 2011. — 203 с. С. 162
2. ↑  Дуб Григорія Сковороди. газета «Молодь України». 22.10.1972.